# テランス・ファーリー
テランス・ファーリー（Terrance Farley、1985年5月11日 - ）は、アメリカ合衆国ケンタッキー州出身のプロバスケットボール選手である。ポジションはセンター。

## 来歴
ルイビル大学を卒業後、スペインリーグ（LEB）のアーチナでプレー。
2009年10月、高松ファイブアローズに入団した。2009-10シーズン開幕当初は外国人選手が不在だった高松において、貴重なインサイドの要として活躍。
2010年2月27日の富山グラウジーズ戦後、ファーリー自身の口から家庭の事情でチームを離れることが発表された。翌28日、ファーリー離脱前最後の試合で高松は富山に勝利した（ファーリーはこの2試合は怪我のため欠場）。この日の試合後にもファーリーはブースターに別れと応援に対する感謝の挨拶をした。以後、2009-10シーズン最終戦まで欠場。
2010年8月、高松ファイブアローズと継続契約することが決定し、2010-11シーズン終了まで在籍。
現在は地元ルイビルでコーチ。